# أولاد عياش بني امطير (بوحلو)
أولاد عياش بني امطير هي إحدى مشيخات المملكة المغربية، تتبع جغرافيا لإقليم تازة وإداريًا لبوحلو. يقدر عدد سكانها بـ 7033 نسمة حسب الإحصاء الرسمي للسكان والسكنى لسنة 2004.